# Zone urbaine

Répartition mondiale des 400 principales zones urbaines qui rassemblent au moins un million d'habitants en 2006.

Une zone urbaine, appelée aussi espace urbain, est un établissement humain à forte densité de population comportant une infrastructure d'environnement bâti. Les zones urbaines sont créées par urbanisation et sont classées par morphologie urbaine en tant que villes, cités, agglomérations ou banlieues. En urbanisme, le terme « zone urbaine » contraste avec les zones rurales telles que les villages et les hameaux, et, en sociologie urbaine ou anthropologie urbaine, il contraste avec l'environnement naturel. La création des premiers prédécesseurs des zones urbaines pendant la révolution urbaine a conduit à la création de la civilisation humaine avec une planification urbaine moderne, qui, avec d'autres activités humaines telles que l' exploitation des ressources naturelles, entraîne un impact humain sur l'environnement.
La superficie des zones urbanisées dans le monde a doublé entre 1992 et 2019. Les projections entre 2000 et 2030 donnent une population urbaine totale de plus de 5 milliards d'urbains et un espace urbain mondial qui atteint 1,2 million de km2 (l'équivalent de deux fois la surface de la France métropolitaine). « L'impact de l'urbanisation sur la biodiversité et les services écosystémiques est ainsi devenu une question fondamentale, tant pour les sciences de la ville et de la nature que pour les politiques publiques ».